# Nikolai Wassiljewitsch Strunnikow
Nikolai Wassiljewitsch Strunnikow (russisch Николай Васильевич Струнников; * 16. Dezember 1886 in Sknjatino; † 12. Januar 1940 in Moskau) war ein russischer Eisschnellläufer.
Strunnikow, der auch nationaler Meister im Radrennen war, wurde 1910 in Helsinki Weltmeister im Mehrkampf. Dabei schlug er die norwegische Eisschnelllauflegende Oscar Mathisen. 1911 verteidigte er seinen Titel. In beiden Jahren wurde er auch Europameister im Mehrkampf. In der Vorbereitung zur EM 1911 brach er Jaap Edens Weltrekord über 5000 Meter, der 17 Jahre Bestand gehabt hatte. Obwohl nun viel von ihm erwartet wurde, beendete Strunnikow 1912 seine Eisschnelllaufkarriere nach einem Streit mit seinem Verband.

## Persönliche Bestzeiten
| Strecke  | Zeit        | Datum            | Ort        |
| -------- | ----------- | ---------------- | ---------- |
| 500 m    | 45,1 s      | 11. Februar 1911 | Kristiania |
| 1000 m   | 1:38,0 min  | 7. Januar 1911   | Moskau     |
| 1500 m   | 2:23,8 min  | 12. Februar 1911 | Kristiania |
| 5000 m   | 8:37,2 min¹ | 4. Februar 1911  | Kristiania |
| 10.000 m | 17:59,8 min | 18. Februar 1911 | Hamar      |

¹ = Weltrekord zur Zeit des Laufes